# 大阪市特別顧問
大阪市特別顧問（おおさかしとくべつこもん）は、大阪市長により委嘱されている、政策的・専門的な事項についての大阪市への助言者。

## 概要
大阪市長の平松邦夫が2009年に国際経済の専門家として寺島実郎を招聘したのが先駆けである。当時は「大阪市長特別顧問」と称されることが多かった。2011年に新市長に就任した橋下徹が数ヶ月で20人近い著名人を抜擢したことで本格的に始動し、メディアにも頻繁に露出するようになった。
任期は2年（個別契約により短縮可能）、再任は制限されない。実務上は年度末まで1年未満の任期で委嘱して毎年更新することが多い。大阪府の特別顧問を兼務することができる。
なお、市長または特別顧問の特命事項について企画立案、調査等を担う大阪市特別顧問スタッフが公募され、2012年7月より法務官僚が着任している。

## 現市政の特別顧問
◆は任期中に大阪府特別顧問を兼務した者。▼は現時点で既に退任している者。

### 橋下・吉村市政
府市統合本部関係
- ◆上山信一（慶應義塾大学総合政策学部教授）2011年12月27日～

橋下府知事時代の大阪府特別顧問、大阪維新の会政策特別顧問を歴任しており、現在は大阪府特別顧問を兼務。
- ◆古賀茂明（経済産業省OB）2011年12月27日～
- ◆堺屋太一（元経済企画庁長官）2011年12月27日～
- ◆原英史（経済産業省OB）2011年12月27日～
- ◆橋爪紳也（建築学者）2012年1月12日～
- ◆飯田哲也（環境学者）2012年1月27日～
- ◆余語邦彦（実業家、経営コンサルタント）2012年2月8日～
- ◆安藤忠雄（建築家、東京大学名誉教授）2012年2月21日～

府市（大都市制度）関係
- ◆山田宏（元杉並区長）2012年1月27日～
- ◆金井利之（行政学者、東京大学大学院法学政治学研究科教授）2012年2月24日～
- ◆佐々木信夫（行政学者（地方自治論）、中央大学経済学部教授）2012年2月24日～
- ◆土居丈朗（経済学者（財政学）、慶應義塾大学経済学部教授）2012年2月24日～
- ◆赤井伸郎（経済学者）2012年4月26日～

人事関係
- 山中俊之（外務省OB、経営コンサルタント）2012年12月27日～
- 稲継裕昭（大阪府人事委員会委員、行政学者）2012年1月5日～
- ▼野村修也（弁護士（森・濱田松本法律事務所）、中央大学法科大学院教授）2012年1月～2012年4月9日

大阪市役所職員の政治活動と労働組合活動の調査活動に従事していたが、2012年4月9日に退任。ほぼ同時期に、市職員の労働組合である大阪市労連に職員の思想・良心の自由とプライバシーを侵害したとして損害賠償請求訴訟を提起された。
区政関係
- 中田宏（元横浜市長）2012年1月5日～

財政関係
- 高橋洋一（財務省OB、経済学者、嘉悦大学教授）2012年4月6日～

西成特区構想関係
- 鈴木亘（経済学者（社会保障論）、学習院大学経済学部教授）2012年3月27日～

## 過去の市政の特別顧問

### 平松市政
- 寺島実郎（経済評論家）2009年9月～
- 内田樹（思想家）2010年7月～
- 喜多俊之（プロダクトデザイナー）2010年8月～